# لاگنسپورت (ایندیانا)
لاگنسپورت، ایندیانا (به انگلیسی: Logansport, Indiana) یک شهر در ایالات متحده آمریکا با جمعیت ۱۸٬۳۹۶ نفر است که در ایندیانا واقع شده‌است.

## موقعیت جغرافیایی
موقعیت جغرافیایی شهرها و مناطق اطراف به شرح زیر است: